# Sonnboåsen
Sonnboåsen är en tidigare småort i Avesta kommun, Dalarnas län belägen i Folkärna socken strax sydost om Avesta. Från 2015 ingår området i Krylbo tätort.